# كارلوس تيري
كارلوس تيري (بالإنجليزية: Carlos Terry)‏ مواليد 22 يونيو 1956 في ليكسينغتون - الوفاة 12 مارس 1989، كان لاعب كرة سلة أمريكي. بدأ مسيرته الاحترافية في سنة 1980. تم اختياره من قبل فريق لوس أنجلوس ليكرز خلال الدرافت. حمل الرقم 12. بلغ طوله 6 قدم 5 بوصة (2.0 م). اعتزل اللعب في 1983.

## روابط خارجية
- كارلوس تيري على موقع إن بي أي (الإنجليزية)
- كارلوس تيري على موقع سبورتس رفرنس (الإنجليزية)
- كارلوس تيري على موقع ريلجم (الإنجليزية)
- كارلوس تيري على موقع بروبوليرز (الإنجليزية)